# Zentralvieh- und Schlachthof

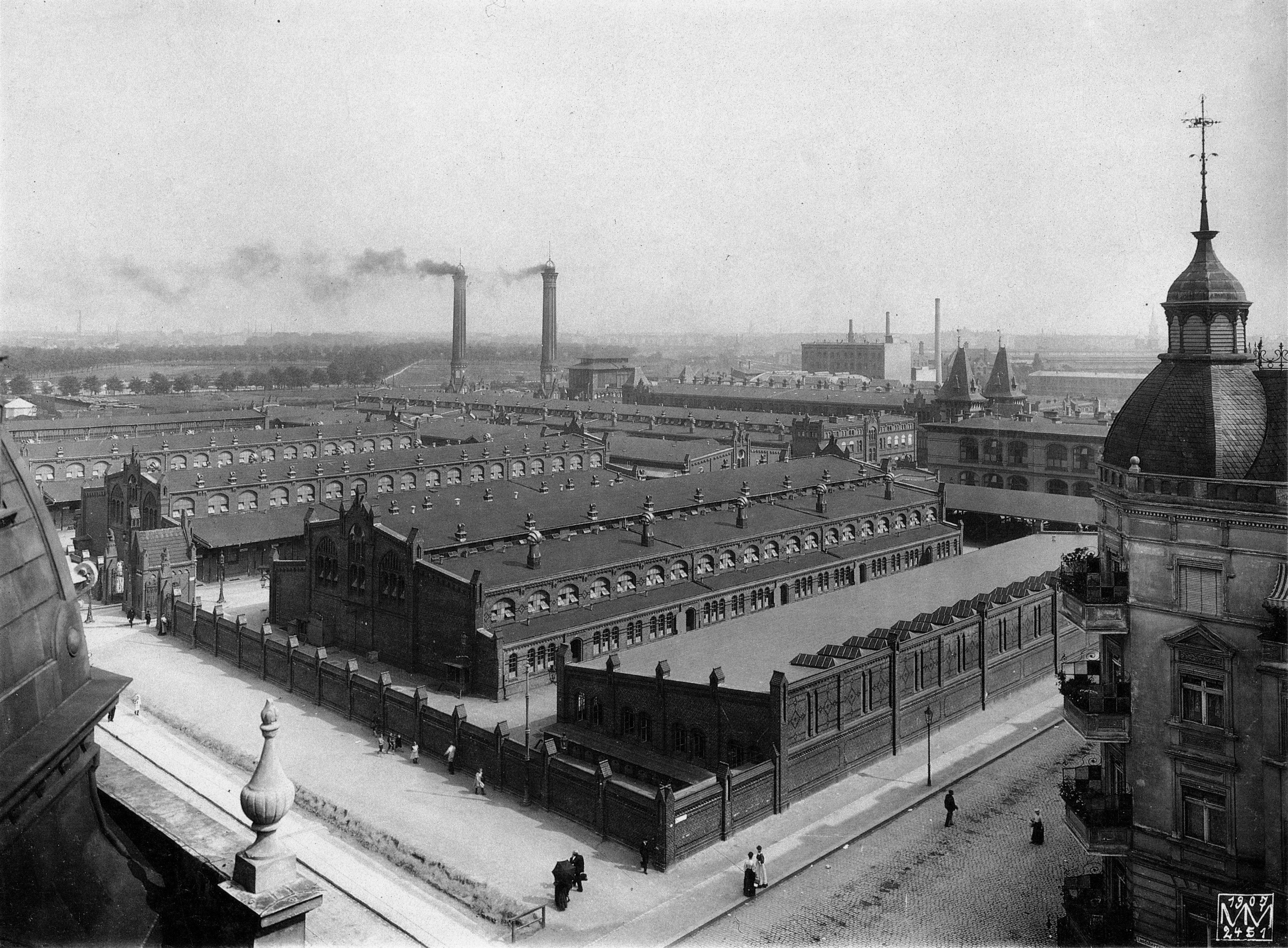
Zentralvieh- und Schlachthof Berlin (Fotografie Max Missmann, 1907)

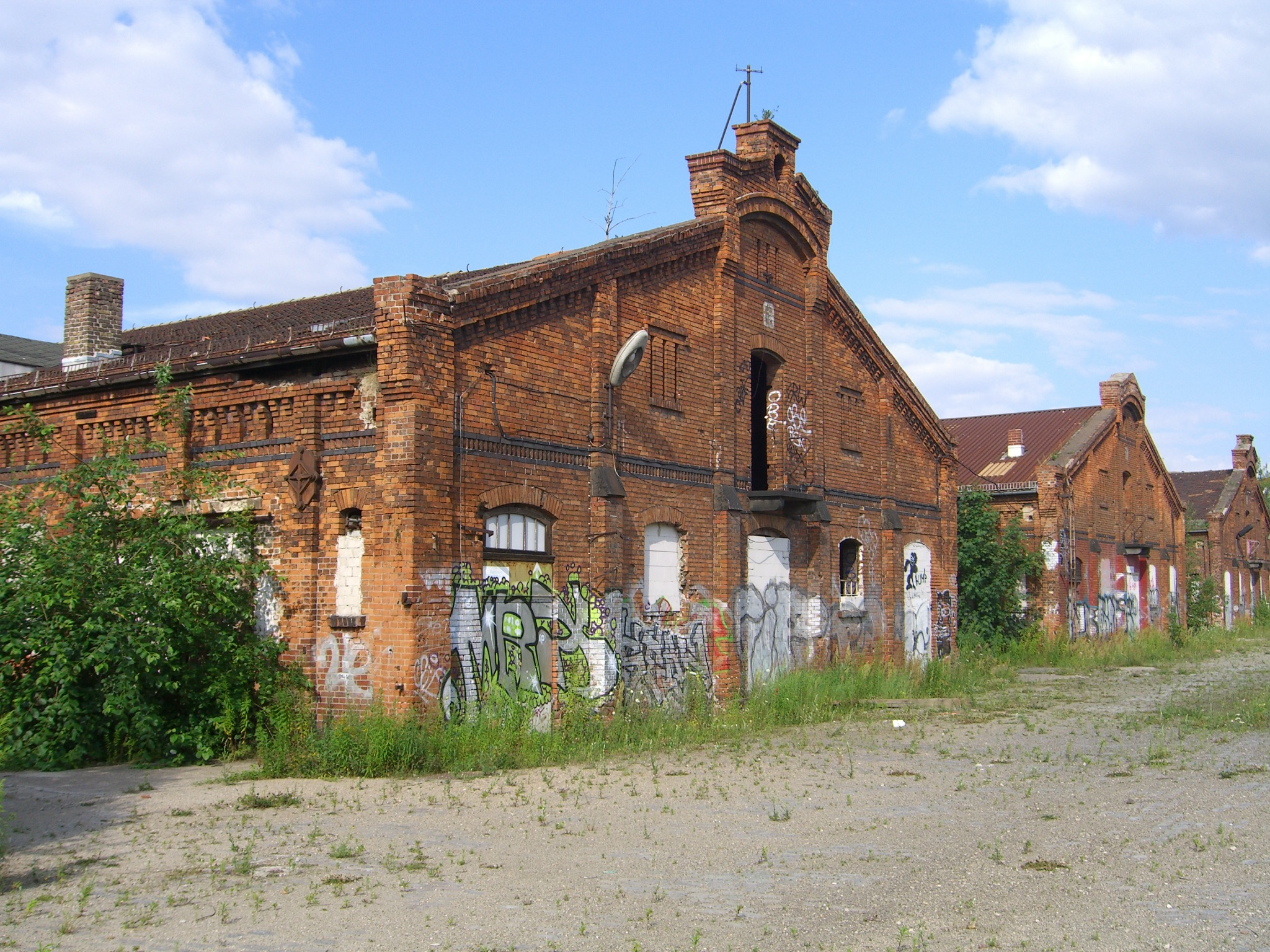
Ehemalige Rinderställe des Zentralvieh- und Schlachthofs, im Jahr 2011 bis auf die Vorderfront abgerissen und in der Folge durch Neubauten ersetzt

Der Zentralvieh- und Schlachthof war der zentrale städtische Vieh- und Schlachthof in Berlin und lag zunächst im Dreieck Thaerstraße – Eldenaer Straße – Ringbahn. Später wurde er nach Nordwesten zwischen Ringbahn und Hausburgstraße bis über die Landsberger Allee hinaus erweitert. Der heutige S-Bahnhof Storkower Straße hieß bis 1977 Zentralviehhof. Nach dem Bau des Neubaugebietes am Fennpfuhl, für das dieser S-Bahnhof ein wichtiger Einstiegspunkt war, erfolgte die Umbenennung.
Der Zentralvieh- und Schlachthof lag im Bezirk Prenzlauer Berg unmittelbar an der Grenze zu Friedrichshain und Lichtenberg. Zum Bezirk Prenzlauer Berg gehörte er seit dem Jahr 1938, als die Grenzen der Berliner Bezirke korrigiert wurden. Davor gehörte er seit der Bildung Groß-Berlins im Jahr 1920 zum Bezirk Friedrichshain.

## Vorgeschichte

### Entwicklung des Schlachtgewerbes in Berlin

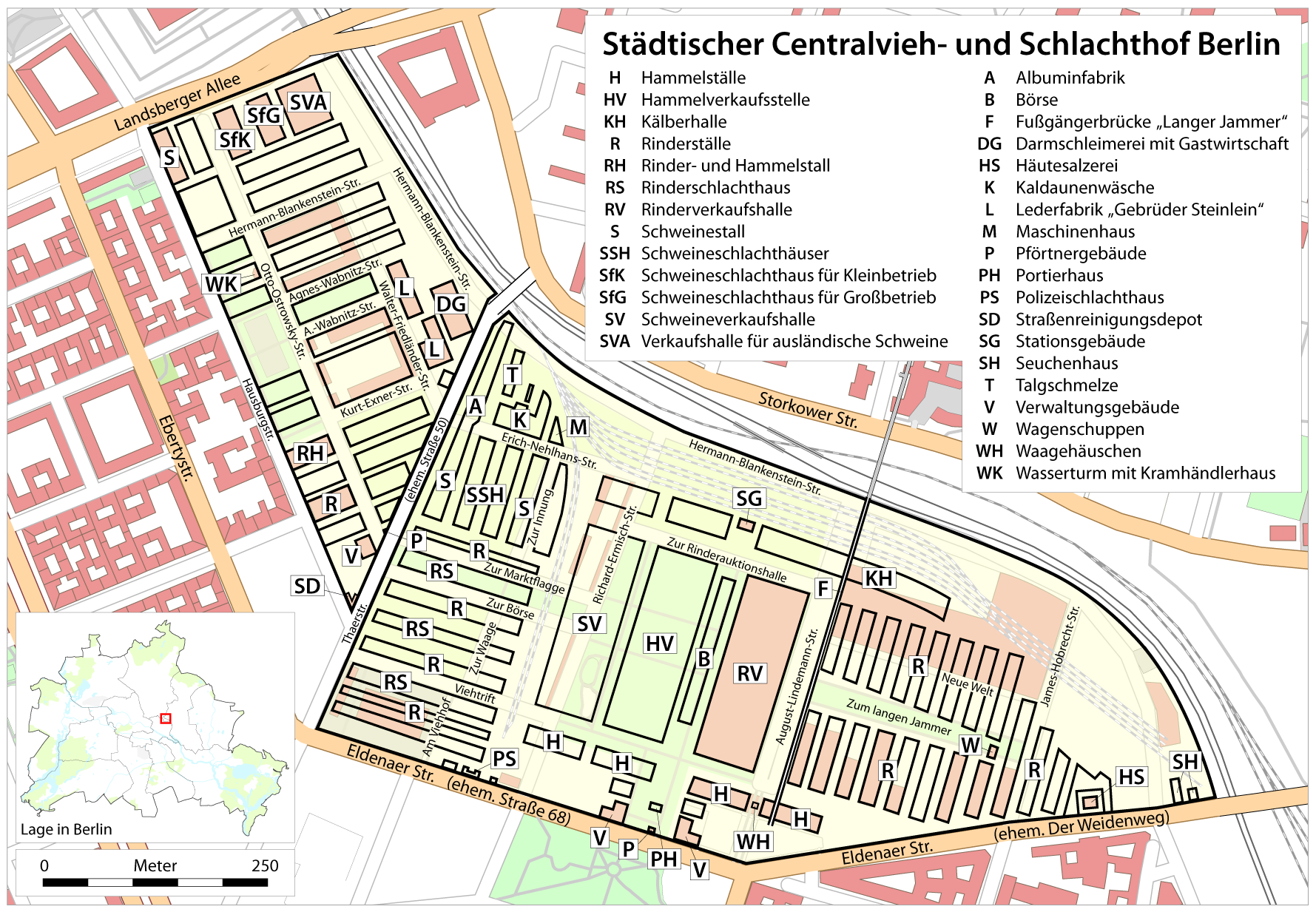
Karte des Geländes

Die Wursthöfe, die beiden ältesten Schlachthäuser Berlins, befanden sich an der Spree. Nahe dem Heiligengeist-Hospital am Spandauer Tor am Ende der Spandauer Straße war das eine, das andere war in der Köllnischen Gasse an der Friedrichsgracht. Das Vieh ließ man auf den Wiesen vor der Stadtmauer weiden und trieb es zur Schlachtung zu den Schlachthäusern. In der Paddengasse (der späteren Kleinen Stralauer Straße) befand sich seit 1661 ein weiteres Schlachthaus, das seine Abfälle direkt in die Spree einleitete. 1725 befand es sich in einem so schlechten baulichen Zustand, dass 1727 ein neues Schlachthaus ebenfalls in der Paddengasse errichtet wurde, das bis 1810 genutzt wurde. Es war eins von drei Schlachthäusern, die zu dieser Zeit errichtet wurden, und befand sich vermutlich auf Pfahlbauten über der Spree. Ein weiteres Schlachthaus wurde 1750 nahe dem Schiffbauerdamm in der Dorotheenstadt errichtet.
Das Schlachtgewerbe war seit 1591 durch königliche Verordnungen eingeschränkt. Sie sollten gewährleisten, dass nur in den städtischen Schlachthäusern Vieh geschlachtet wurde. Die Einführung der Gewerbefreiheit als Teil der preußischen Reformen im Jahr 1810 ermöglichte die Gründung privater Schlachtstätten, deren Zahl in der Folge immer weiter stieg. Meist erfüllten sie aber nicht die erforderlichen hygienischen Ansprüche.
Im Jahr 1827 eröffnete der Gastwirt Klaeger vor der Zoll- und Akzisemauer in der Nähe des Landsberger Tores einen Viehmarkt mit Schlachthaus und Ställen für 1000 Rinder, 4000 Schweine und 6000 Hammel. Im Unterschied zu den bisherigen war dies das erste Schlachthaus, das nicht im Stadtinneren und in direkter Nähe von Wohnvierteln lag und somit keine Verschmutzung und Geruchsbelästigung durch Viehtrieb und Viehhaltung hervorrief. Seit 1848 regelte eine Wochenmarktordnung die Verkaufsbestimmungen auch auf dem Viehmarkt und ein 1853 ernannter Kreis-Tierarzt für Berlin kontrollierte Schlachtereien, Vieh- und Wochenmärkte. Der Klaegersche Viehhof wurde 1871 geschlossen, nachdem die Rinderpest in Berlin ausbrach.
Ein weiterer großer Viehhof dieser Zeit war der 1867 durch den Unternehmer Ebers auf einem 30 Hektar großen Areal zwischen der Brunnen- und Ackerstraße in Gesundbrunnen errichtete Berliner Viehmarkt. Die Pläne für den Viehhof, auf dem die Sponholz & Co. Viehmarkts-Aktiengesellschaft ansässig war, lieferte der Baumeister August Orth. Bereits 1868 kaufte der Industrielle Bethel Henry Strousberg das Unternehmen auf und ließ den notwendigen und noch fehlenden Eisenbahnanschluss bauen. 1870 waren die Gebäude weitgehend fertiggestellt. Strousberg verkaufte das Unternehmen 1872 an die Berliner Viehmarkt-Aktiengesellschaft. Der Berliner Viehmarkt war in der Lage, den Fleischbedarf Berlins dieser Zeit zu großen Teilen zu decken.

### Überlegungen zum Bau eines städtischen Vieh- und Schlachthofs
Rudolf Virchow schlug bereits 1864 in der Stadtverordnetenversammlung vor, ein von der Stadt Berlin betriebenes, öffentliches Schlachthaus einzurichten, um für die immer weiter wachsende Berliner Bevölkerung eine bessere Qualität in der Fleischversorgung zu gewährleisten. Eine Kommission empfahl 1866, dass ein Schlachthaus zusammen mit einem Viehmarkt auf dem gleichen Gelände errichtet werden sollte, da durch die Kombination für die Viehhändler Kostenvorteile entstehen würden und die Kontrollen in den Ställen und Schlachthäusern vereinfacht werden könnten. Die Stadtverwaltung schlug ein Grundstück in Moabit nahe der Beusselstraße vor, doch die Mehrheit der Stadtverordneten lehnte das Projekt ab.
Am 18. März 1868 erließ die preußische Regierung aufgrund der Missstände im Schlachtgewerbe und der weiten Verbreitung der Trichinose das Gesetz über die „Errichtung öffentlicher, ausschließlich zu benutzender Schlachthäuser“, das sogenannte „Schlachtzwanggesetz“, das den Bau von kommunalen Schlachthäusern fördern und das anschließende Verbot privater Schlachtereien ermöglichen sollte. Auch Berlin hatte nun die gesetzliche Aufgabe, ein öffentliches Schlachthaus zu errichten und dort hygienische Kontrollen durchzuführen.
Dass der städtische Vieh- und Schlachthof jedoch erst 13 Jahre später eröffnet wurde, lag an längeren Auseinandersetzungen in der Stadtverordnetenversammlung, hauptsächlich wegen der Kosten und des Lobbyismus von Seiten der Berliner Schlächterinnung. Etwa 800 private Schlachthäuser gab es 1875 in Berlin und Umland. Viele davon schlachteten das Vieh unter sehr schlechten hygienischen Bedingungen und das Fleisch wurde bei den wenigsten kontrolliert. Die Schlächterinnung argumentierte damit, dass die Mehrzahl der Schlachtereien in gutem Zustand seien und nur die unvorschriftsmäßigen zu schließen wären. Außerdem seien die Straßen Berlins durch den Bau der Kanalisation bereits viel sauberer.
Virchow war 1874, als die Diskussionen um den Bau eines öffentlichen Schlachthofs erneut aufflammten, auch wieder ein starker Befürworter dieses Plans. Der Berliner Magistrat verhandelte mit der Berliner Viehmarkt-Aktiengesellschaft um den Ankauf des Viehmarkts an der Brunnenstraße. Die Mehrheit der Stadtverordneten lehnte 1876 den Kauf aber ab, da die Kosten für die notwendigen Um- und Ausbauarbeiten auf dem Gelände inklusive des Kaufpreises als zu hoch angesehen wurden und das Gebiet wegen des Wachstums der Stadt bereits zu nahe am Stadtzentrum lag. Sie wollten lieber ein noch unbebautes Gelände für einen Neubau erwerben. Dafür wurden zwei Areale ins Auge gefasst: das eine in Rummelsburg mit Anschluss an Wasserwege und das andere auf der Feldmark Lichtenberg zwischen Eldenaer Straße und Ringbahn. Nachdem eine Entscheidung zugunsten des zweitgenannten Grundstücks gefallen war, wurde der Viehmarkt-Aktiengesellschaft ein Gegenangebot in Höhe von acht Millionen Mark gemacht, das allerdings nicht angenommen wurde. Damit galt der Standort Feldmark Lichtenberg als gesichert.

## Entstehung und Ausbau

### Die Anfänge von 1876 bis 1900

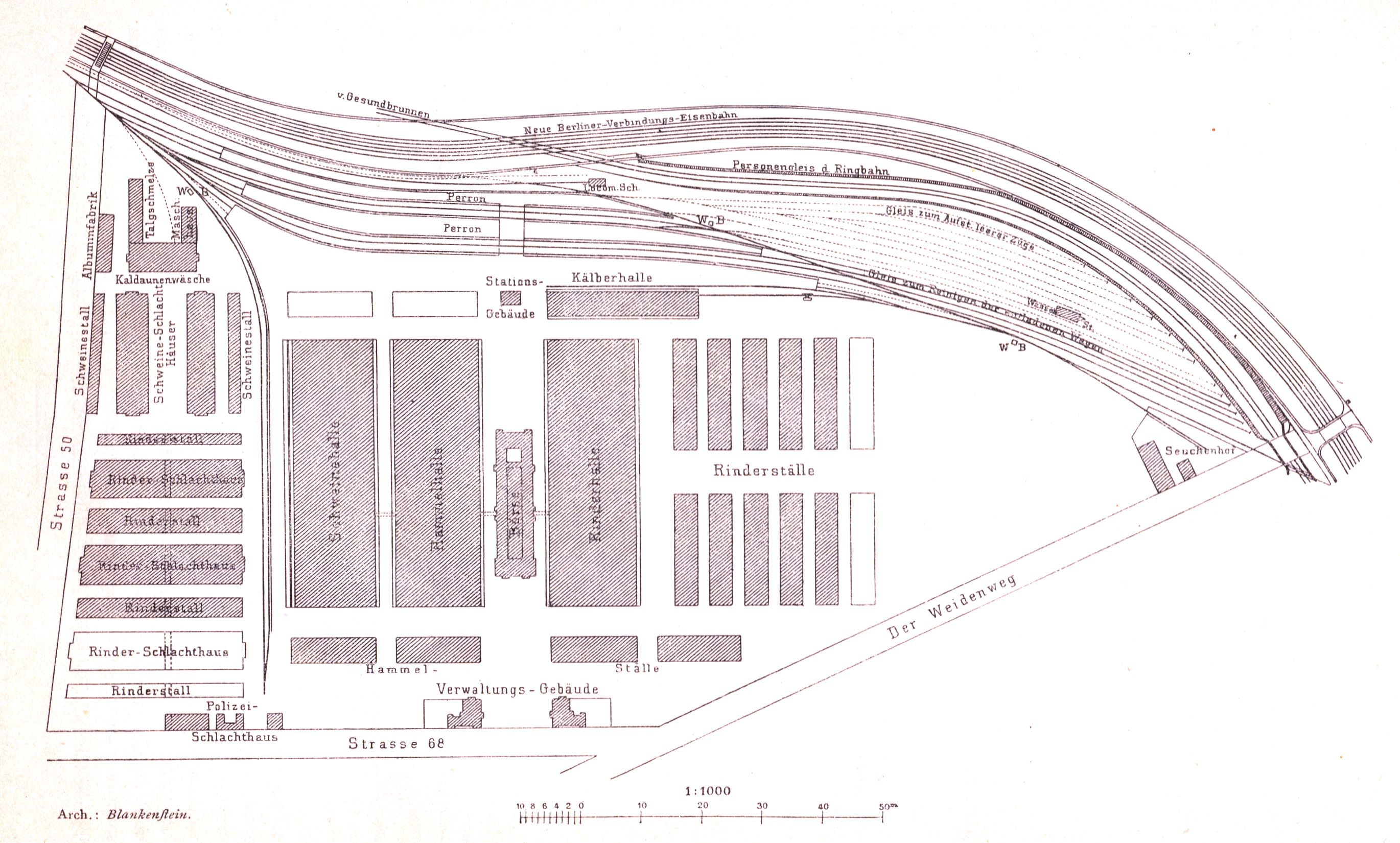
Alter Schlachthof mit Schlachthäusern, Markthallen, Ställen und Entladebahnhof (Entwurf: Hermann Blankenstein)

So erwarb der Magistrat am 28. Oktober 1876 das 38,62 Hektar große Gebiet in Lichtenberg für 657.210 Mark, um darauf den Central-Vieh- und Schlachthof zu errichten. Auf der Basis Virchowscher Hygienevorstellungen und nach Entwürfen von Stadtbaurat Hermann Blankenstein begannen am 26. November 1877 die Bauvorarbeiten. Die Grundsteinlegung erfolgte am 3. Dezember 1877. Am 30. März 1878 wurde das Gelände zur Stadt Berlin eingemeindet, da ansonsten das Schlachtzwanggesetz nicht hätte angewandt werden können. Die Eröffnung fand am 1. März 1881 statt, obwohl noch nicht alle Gebäude fertiggestellt waren. Dies war erst im April 1883 der Fall.

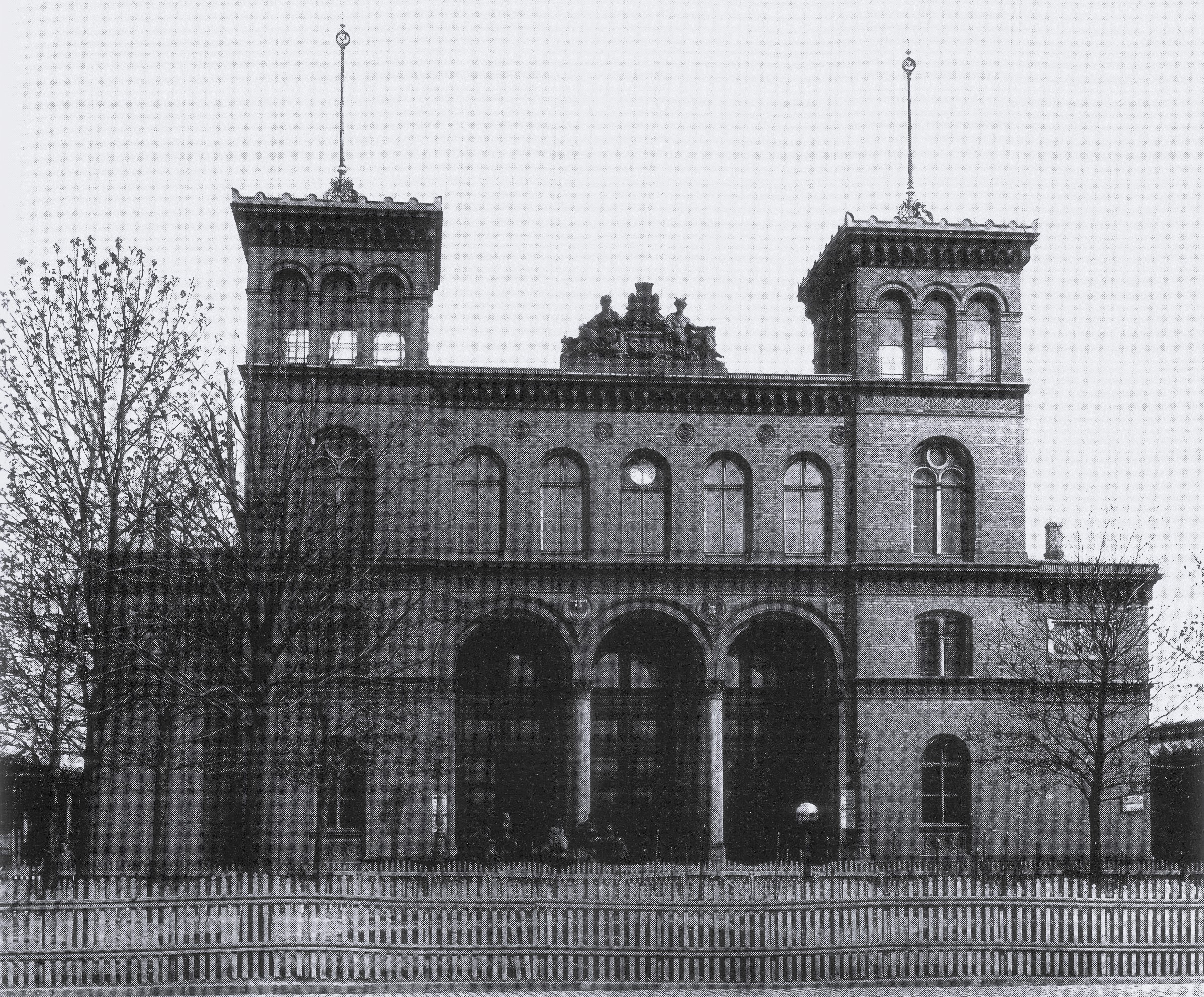
Viehhofbörse, um 1897

Das Gelände gliederte sich grob in zwei Teile. Im westlichen Teil befanden sich der Schlachthof mit den Anlagen zur Verwertung des Schlachtgutes sowie seiner Koppelprodukte wie eine Kaldaunenwäsche, eine Darmschleimerei, eine Talgschmelze, eine zur Lederfabrik Kleinlein gehörende Häute-Salzerei und ‑Trocknerei, eine blutverarbeitende Albuminfabrik sowie ein separater Gleisanschluss. Der Viehhof war durch eine Mauer vom Schlachthof getrennt. Dort befanden sich die vier großen Verkaufshallen, zahlreiche Ställe, die beiden Verwaltungsgebäude und das Börsengebäude, das 1945 im Krieg zerstört wurde. Im Osten gab es noch unbebautes Gelände, das Platz für spätere Erweiterungen ließ. Ganz im Osten lag der Seuchenhof, auf dem verdächtige Tiere gehalten wurden.
Nördlich schloss sich bis zu den Gleisen der Ringbahn der Bahnhof zum Entladen des Viehs an. Die Gesamtlänge der Gleisanlagen betrug 15,5 km und an den fünf Viehrampen konnten fünf Züge von je 400 m Länge gleichzeitig entladen werden. In einer Desinfektionsanstalt auf dem Entladebahnhof wurden bis zu 50 Waggons pro Stunde nach dem Entladen gereinigt. Ein Haltepunkt der Ringbahn wurde am 4. Mai 1881 eingeweiht. Die Ringbahn kreuzt hier auf zwei Stahlbrücken die Fernbahngleise.
Im ersten Geschäftsjahr wurden 126.347 Rinder, 392.895 Schweine, 111.937 Kälber und 650.060 Hammel verarbeitet. Erster Verwaltungsdirektor war bis 1901 der Königliche Ökonomierat Otto Hausburg. Ihm zu Ehren wurde 1902 die im Westen an das erweiterte Gelände grenzende Hausburgstraße benannt.

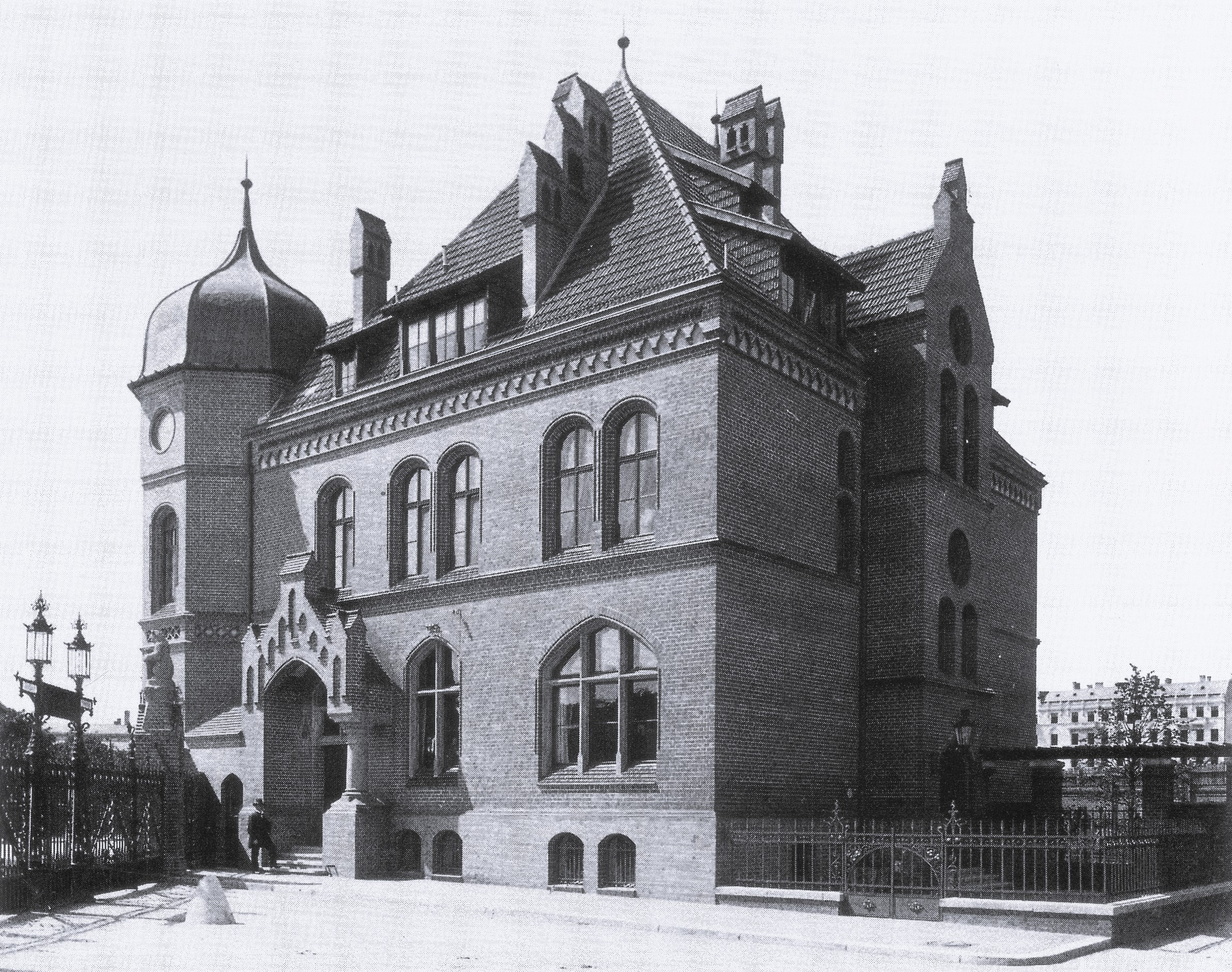
Neues Verwaltungsgebäude, um 1900

Aufgrund des gestiegenen Bedarfs entschloss sich der Magistrat 1889, das Gelände zu erweitern, und kaufte ein nordwestlich gelegenes 10,9 Hektar großes Gebiet zwischen Thaerstraße und heutiger Landsberger Allee für 1,5 Millionen Mark. Von 1895 bis zum 5. Januar 1898 wurde der Neue Schlachthof unter Federführung des Baumeisters August Lindemann mit Schlachthäusern, Ställen, Verwaltungsgebäuden und Kühlhäusern bebaut. Unter der Thaerstraße wurden zwei Unterführungen zur Verbindung der beiden Gelände angelegt, damit die Tiere von den Ställen zu den Schlachthäusern getrieben werden konnten.

### Weitere Entwicklung ab 1914
Von 1914 bis 1923 stagnierte die Entwicklung des Zentralvieh- und Schlachthofes aufgrund der kriegsbedingten Inflation. Während dieser Zeit leerstehende Hallen wurden von Privatleuten und Behörden als Lagerhallen genutzt. Ab 1924 begann ein neuer Aufschwung des Vieh- und Schlachtbetriebes, der 1925 durch die Eröffnung einer neuen Fleischgroßmarkthalle, der späteren Werner-Seelenbinder-Halle, auf der gegenüberliegenden Seite der Landsberger Allee und der Verlagerung des Handels aus der Zentralmarkthalle am Alexanderplatz hierher weiter gestützt wurde. Im Ergebnis wurde die Fremdnutzung der Hallen beendet und diese dienten nun wieder ausschließlich für den Vieh- und Schlachtbetrieb.
Richard Ermisch errichtete 1929 ein neues großes Kühlhaus und 1930 wurde die Rinderauktionshalle um 5000 m² erweitert. In den Folgejahren wurden die Gebäude auf dem Gelände ständig modernisiert. So wurde unter anderem die Außenmauer mit Klinkersteinmauerwerk erneuert. Von 1937 bis 1940 entstand quer über den Viehhof eine etwa 505 m lange überdachte und verglaste Fußgängerbrücke, die in einer Höhe von etwa sechs Metern von der Eldenaer Straße zum damaligen S-Bahnhof Zentral-Viehhof führte. Im Volksmund hieß diese Brücke Langer Jammer, Langes Elend oder auch Rue de Galopp.
Im Zweiten Weltkrieg entstanden schwere Schäden durch alliierte Luftangriffe erst gegen Ende des Krieges im Jahr 1945, während vorher der Betrieb aufrechterhalten wurde. 80 Prozent der Gebäude auf dem Alten Schlachthof wurden während des Krieges zerstört. Die ersten Instandsetzungsarbeiten setzten in einigen Teilen gleich nach Kriegsende ein, um die Versorgung der Berliner Bevölkerung wieder aufnehmen zu können. Größere Teile des Geländes dienten jedoch bis 1948 als Kriegsbeutelager 1 für die Rote Armee. Hier wurden Reparationsgüter und Beutekunst zwischengelagert, bis sie auf angepassten Breitspur-Gleisen direkt nach Leningrad gebracht wurden. Unter anderem befanden sich hier bis zum 14. August 1946 die am Ende des Krieges im Neuen Palais in Potsdam-Sanssouci zum Schutz vor Zerstörung eingelagerten Bleiglasfenster der Frankfurter Marienkirche. Größere Freiflächen auf dem Gelände wurden auch zur Zwischenlagerung von Trümmerschutt genutzt, wofür vom Schlachthof-Gelände eine normalspurige Trümmerbahn entlang dem Weidenweg bis zur Friedenstraße verlegt worden war. Diese Anlagen wurden um 1950 beseitigt.
In der DDR avancierte der Zentralvieh- und Schlachthof zum führenden Betrieb der fleischverarbeitenden Industrie Ost-Berlins. 1958 wurde der Zentralvieh- und Schlachthof in einen Volkseigenen Betrieb (VEB) umgewandelt und dieser dann 1963 in das VEB Fleischkombinat Berlin eingegliedert. In zehn Betriebsteilen wurden bis zu 2700 Arbeiter beschäftigt. In dieser Zeit konzentrierte sich der Betrieb auf dem Gelände des Neuen Schlachthofs zwischen Thaerstraße und Landsberger Allee. Dort war der Schlachthof auch am deutlichsten für Unbeteiligte wahrnehmbar, sowohl durch einen Werksverkauf an der Landsberger Allee als auch durch die Schlachtgeräusche. So kam es vor allem an heißen Sommertagen zu Geruchsbelästigungen der Anwohner. Insbesondere die Schweineställe an der Landsberger Allee führten zu Geruchswahrnehmungen beim Verlassen des S-Bahnhofs. Das Gelände des Alten Schlacht- und Viehhofs wurde nach und nach an andere Staatsbetriebe übertragen.

### Nachwendezeit und Aufgabe des Betriebs
Nach der politischen Wende wurden die Kombinate zunächst privatisiert und ihr Betrieb 1991 schließlich ganz eingestellt. Die Aufgaben wurden vom gerade erweiterten Fleischgroßmarkt im Großmarkt an der Beusselstraße in Moabit übernommen. Das Gelände war daraufhin einige Jahre lang eine Industriebrache.

## Umnutzung des Areals

### Neuanfang als Mediendorf?
Nach der Betriebsaufgabe 1991 wurden in den 1990er Jahren neue Visionen für das Gelände entwickelt. Zunächst lag das Gelände aber brach.
Im Rahmen der Bewerbung Berlins um die Olympischen Sommerspiele 2000 Anfang der 1990er Jahre wurde auch das Schlachthof-Areal in die Planungen mit einbezogen. Das Gelände des Alten Schlachthofs war für die Errichtung eines Mediendorfs vorgesehen, das Wohnraum für alle Journalisten bieten sollte. Da Sydney als Sieger aus dem Bewerbungsverfahren hervorging, wurden diese Pläne jedoch nicht verwirklicht. Lediglich das Olympia-Projekt Velodrom auf dem nördlich der Landsberger Allee gelegenen Areal des Zentralvieh- und Schlachthofs, das den Abriss der alten Werner-Seelenbinder-Halle einschloss, wurde realisiert und 1999 fertiggestellt.

### Planungen und Bebauungen ab 1995

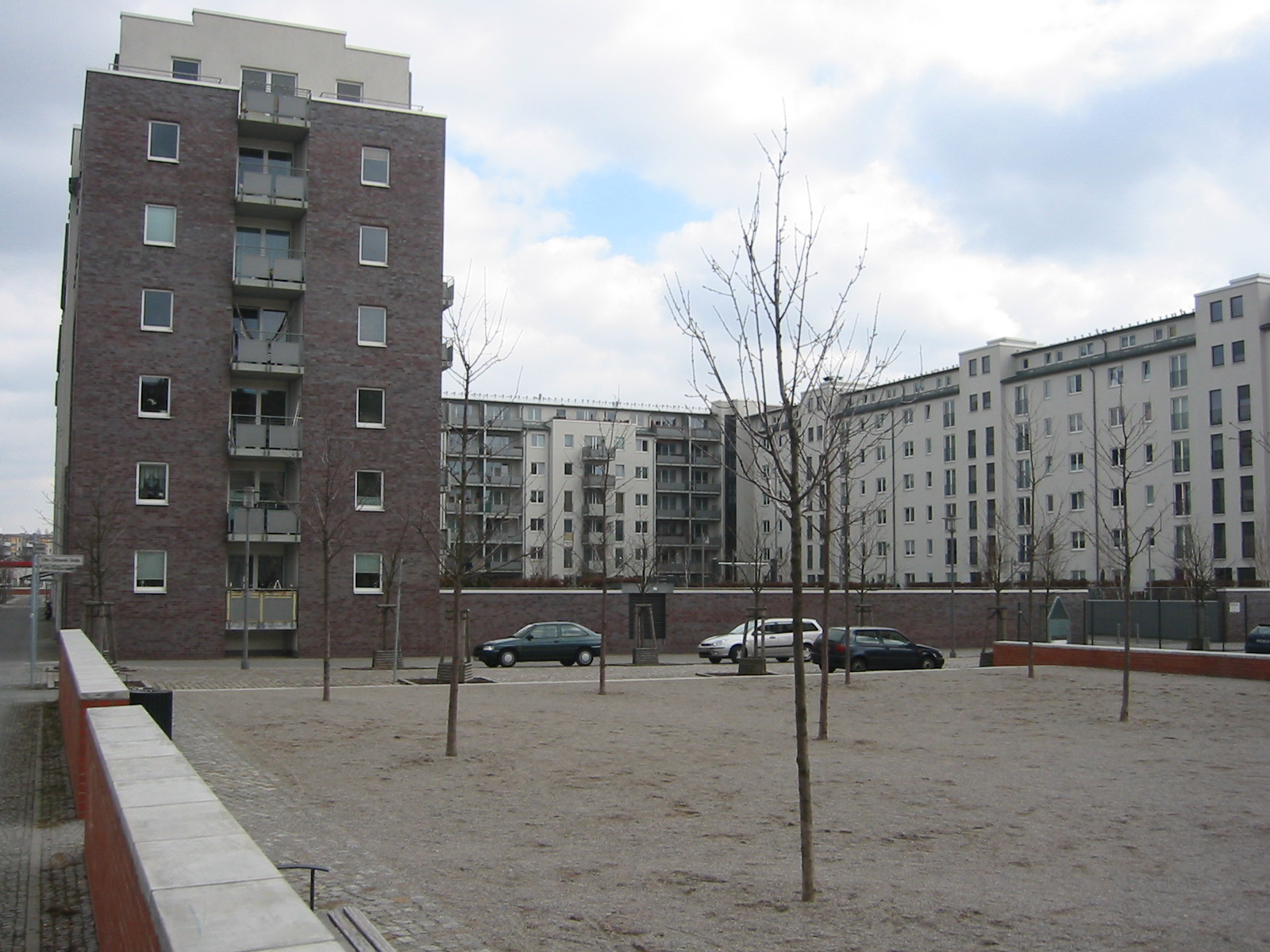
Neubau im Hausburgviertel

Die Planungen der Senatsverwaltung um das Jahr 1995 sahen vor, auf dem 50 Hektar großen Gelände bis zum Jahr 2010 das neue Stadtquartier Alter Schlachthof mit etwa 250.000 m² gewerblicher Nutzfläche und Wohnungen für 4500 Bewohner entstehen zu lassen. Zunächst ging es auch darum, ein autofreies Wohnquartier zu verwirklichen, was letztendlich aber scheiterte. Der Aufteilung des Geländes in fünf Areale (Hausburgviertel, Thaerviertel, Blankensteinpark, Eldenaer Viertel und Pettenkofer Dreieck) folgten Architekturwettbewerbe und Verkaufsaktivitäten. Die offizielle Bebauung begann 2002, Ende 2009 gab es bereits 894 Einwohner, die in Eigentums- oder Mietwohnungen, Reihenhäusern oder Stadtvillen angesiedelt waren. Hinzu kamen und kommen zahlreiche Gewerbebetriebe und Einkaufsmöglichkeiten. Großflächige Grünanlagen und schrittweise Verwirklichung einer guten Infrastruktur sorgten dafür, dass das neue Entwicklungsgebiet Alter Schlachthof inzwischen eine gefragte Wohnadresse für Jung und Alt geworden ist, Ende 2012 lebten hier 1842 Personen.

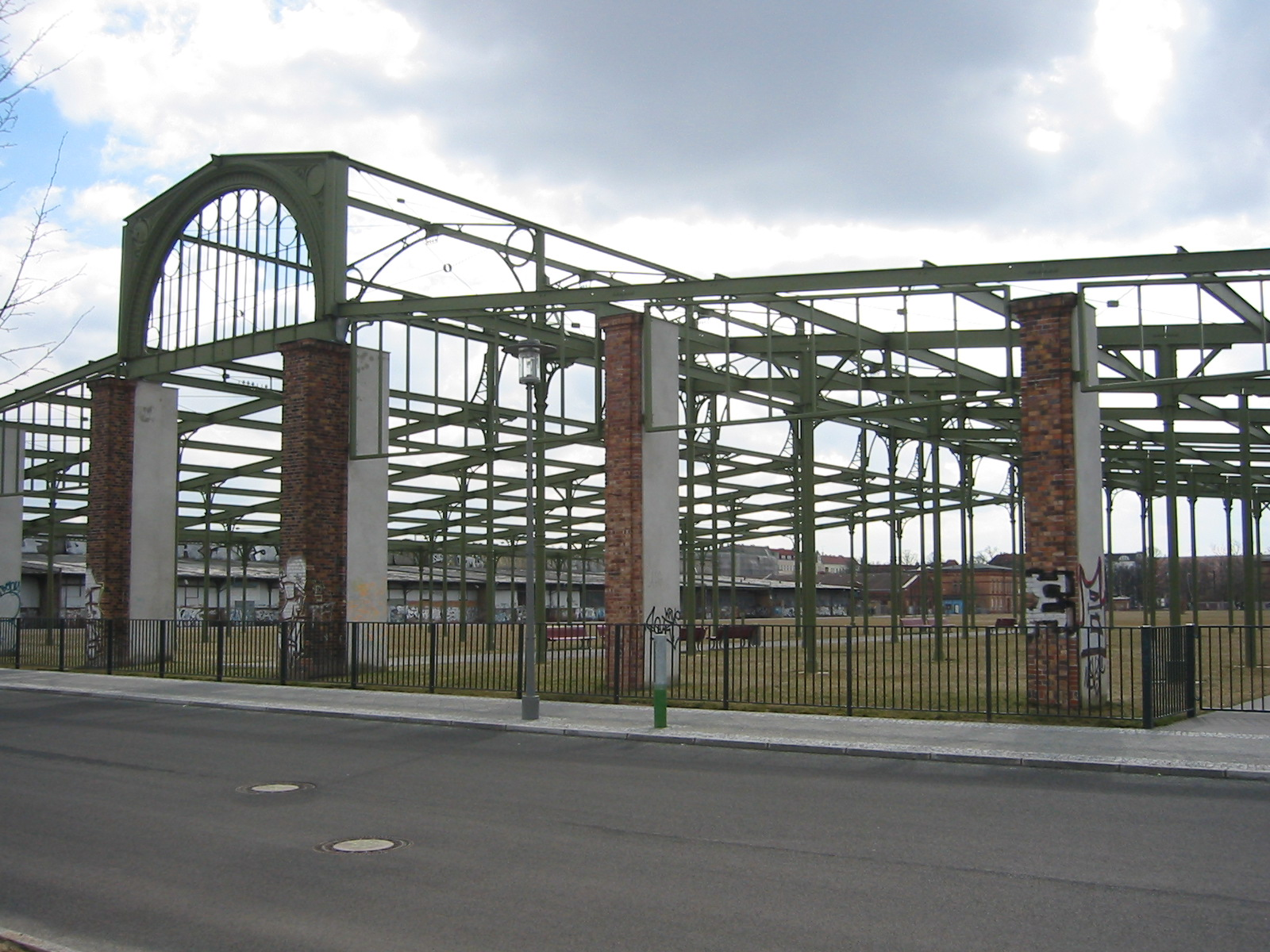
Reste der Hammelauktionshalle im Blankensteinpark

Im Zentrum des neuen Stadtquartiers befindet sich der 5,1 Hektar große Hermann-Blankenstein-Park, der im Oktober 2004 eröffnet wurde. Er bezieht das eiserne Stützgerüst der Hammelauktionshalle in den Park mit ein. Auch die anderen Viertel verfügen über öffentliche Grünflächen, so sind insgesamt etwa zehn Hektar, also ein Fünftel der Gesamtfläche, für Grünflächen ausgewiesen.

## Denkmalschutz
Im Jahr 1990 ließ der neu gebildete Senat von Berlin das ganze Gelände als Kulturdenkmal unter Denkmalschutz stellen, und am 28. September 1995 erhielt es den Eintrag in die Denkmalliste Berlins. An historischen Gebäuden waren im Jahr 1989 auf dem Gelände des Alten Schlachthofs nur noch rund 33 Prozent und auf dem des Neuen Schlachthofs noch rund 70 Prozent vorhanden. Einige Gebäude und Hallen wurden in die Planungen der Nachwendezeit mit einbezogen und restauriert.
Denkmalgeschützt sind unter anderem:
- die Rinderauktionshalle und die Reste der Hammelauktionshalle,
- Schlachthallen an der Landsberger Allee und die Rinderställe an der Eldenaer Straße,
- das ehemalige Verwaltungsgebäude und die ehemalige Direktorenvilla an der Eldenaer Straße,
- die Schlachthofmauer an der Hausburgstraße,
- ein kleines Pumpenhäuschen an der Eldenaer Straße und
- die verbliebenen Reste der Fußgängerbrücke.

Viele andere Gebäude, vor allem auch auf dem Erweiterungsgelände, sind nicht erhalten und wurden in den Jahren nach der politischen Wende schrittweise abgerissen.

## Einzelgebäude

### Rinderauktionshalle

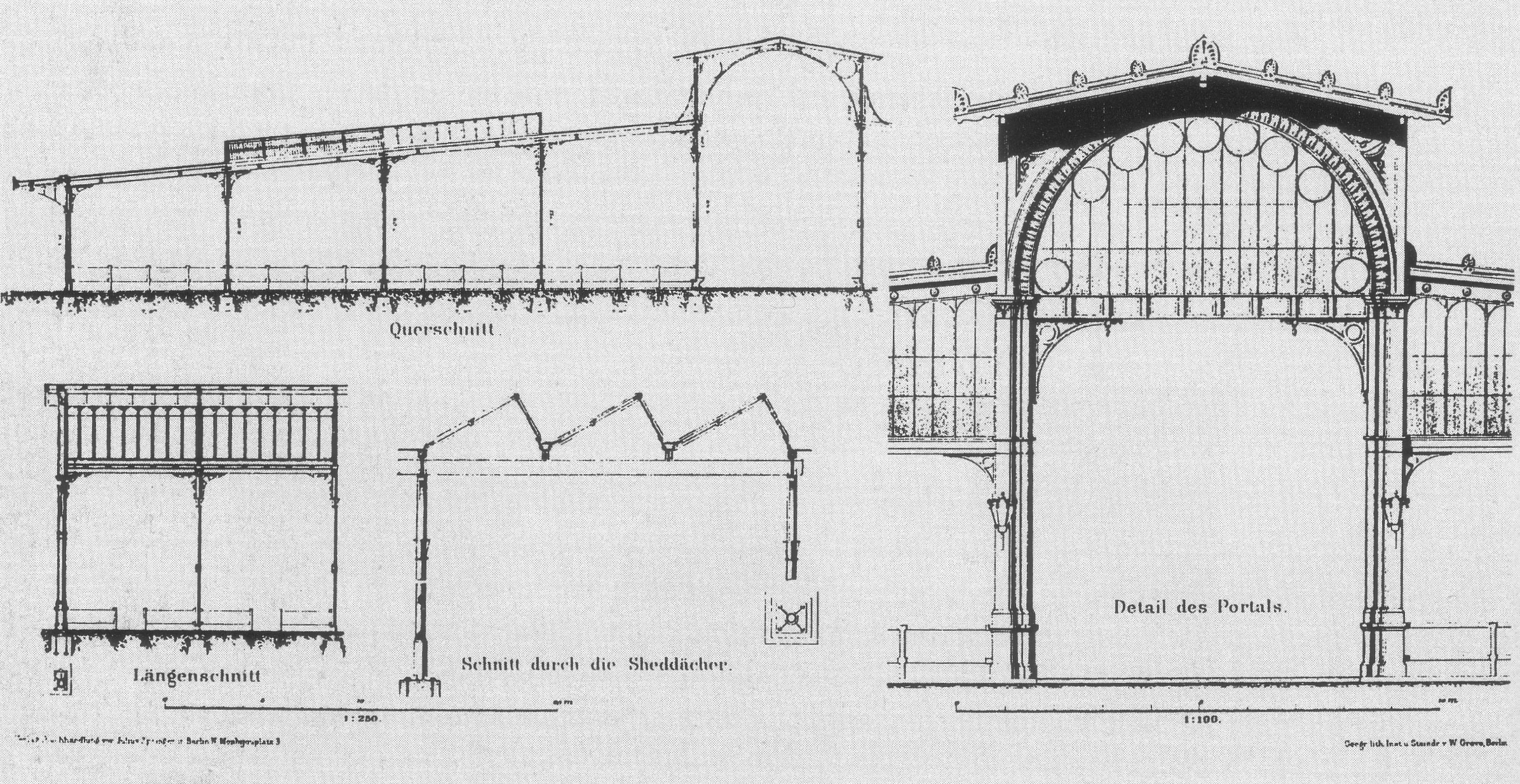
Skizzen zur Rinderauktionshalle

Die ehemalige Rinderauktionshalle hat als einzige der ursprünglich drei Auktionshallen die Zeiten überstanden und schließt sich östlich an den Blankensteinpark an. Von der Hammelauktionshalle ist lediglich ein Teil des Eisengerüstes erhalten, das dem nördlichen Teil des Blankensteinparks ein besonderes Gepräge gibt.
Die Rinderauktionshalle wurde zusammen mit der gleich großen Schweineauktionshalle und Hammelauktionshalle während der ersten Bauphase errichtet. Mit einer 212 m langen und 72 m breiten Grundfläche war sie damals eine der größten überdachten Eisenkonstruktionen Berlins und ist es heute noch. Das Dach hat am First eine Höhe von zwölf Metern und auf Traufhöhe sechs Meter. Getragen wird es von 320 gusseisernen Säulen. Die Grundfläche von ca. 15.200 m² teilt sich in Raster von jeweils 8 m × 7 m auf. Aufgrund der großen Breite der Halle mussten in den acht Seitenschiffen Oberlichter angebracht werden. Die Außenmauern wurden aus Backsteinen errichtet. Zuerst waren alle drei Hallen als offene Bauwerke geplant und errichtet worden; nach Beschwerden der Viehhändler bereits im ersten Jahr wurden sie jedoch verglast.
Die Sanierung und Umnutzung der Rinderauktionshalle war Bestandteil verschiedener Ideenwettbewerbe der Nachwendezeit. Im September 2004 wurde die Umbauplanung einer Investorengruppe um Die Zunft AG veröffentlicht, die jedoch nicht realisiert wurde. Das Nutzungskonzept Zunfthalle Alter Schlachthof bestand aus einem Einzelhandels-, einem Gastronomie- und einem Manufaktur-Abschnitt für kleine, mittelständische Unternehmen sowie Handwerker und aus einer Art gläsernen Fabrik zur Herstellung von Handarbeitsprodukten.
Auch die spätere Planung unter dem Namen Viva!Center, nach der die Halle ab dem Jahr 2008 in eine Shopping- und Freizeitwelt exklusiv für Sport, Outdoor und Wellness umgebaut werden sollte, wurde nicht realisiert. Hier sollte ein zusätzliches Galeriegeschoss sowie im südlichen Teil des Centers ein Pool mit Blick auf den Blankensteinpark gebaut werden. Anstelle der zunächst geplanten kleinteiligen Nutzung trat die Gesamtnutzung der einmaligen Halle in den Vordergrund.
Zwischen 2009 und 2011 sanierte das Berliner Architektenbüro Gnädinger Architekten die Halle. Das Gesamtvolumen betrug rund 12 Millionen Euro. Nach Abschluss der Sanierungsarbeiten 2011 eröffnete das Unternehmen Zweirad-Center Stadler in der ehemaligen Rinderauktionshalle ein Fahrradgeschäft mit Werkstatt und innen liegendem Probeparcours.

### Mein Prenzlhain
Im Jahr 2018 erfolgte an der Kreuzung Hermann-Blankenstein-Straße mit der Thaerstraße im Beisein von Ulla Schmidt die feierliche Grundsteinlegung für ein neues Quartier, genannt Mein Prenzlhain. Hier errichteten die cds-Wohnbau-Gruppe und die Otto-Wulff-Bauunternehmung nach Plänen der Architekten Georg Gewers und Henry Pudewill entlang der Hermann-Blankenstein-Straße einen mehrgeschossigen Riegelbau, bestehend aus drei Gebäudeteilen unterschiedlicher Größe mit individuell gestalteten Fassaden. Das Innere wurde relativ einheitlich gehalten, Etagen oder Gebäude können miteinander verbunden werden. Nach außen hin präsentiert sich das Quartier auf fünf oberirdischen Etagen mit einer Dachterrasse. Eine Tiefgarage sorgt dafür, dass keine Parkplatzprobleme aufkommen.
Die Geschossfläche des Mein Prenzlhain beträgt rund 42.000 m². Es entstanden Miet- und Eigentumswohnungen, Gewerbeflächen zur Miete oder zum Kauf. In die straßenseitigen Bürobauten zogen die Hauptgeschäftsstellen der Bundesvereinigung Lebenshilfe e. V. (Vorsitzende Ulla Schmidt) und des Beruflichen Trainingszentrums (BTZ) Berlin sowie des Berufsförderungswerks Berlin-Brandenburg. Der gesamte Komplex samt gestaltetem Umfeld war Ende 2022 fertiggestellt. Insgesamt bietet das Quartier 190 Wohneinheiten.